# Шахрай, Сергей Михайлович
Серге́й Миха́йлович Шахра́й (род. 30 апреля 1956, Симферополь, Крымская область, Украинская ССР, СССР) — российский государственный деятель и учёный-правовед, доктор юридических наук, профессор, один из авторов Конституции Российской Федерации.

## Биография
Родился 30 апреля 1956 года в Симферополе. Потомственный терский казак. Отец Шахрая — военный лётчик, после аварии и сокращения военных кадров вернулся в родную станицу Солдатскую в Прохладненском районе Кабардино-Балкарии и 30 лет возглавлял в ней колхоз.
Школу окончил с золотой медалью.
В 1978 году с отличием окончил юридический факультет РГУ. Специальность по образованию — государствоведение. Поступил в аспирантуру МГУ имени М. В. Ломоносова. Окончил аспирантуру в 1982 году. Кандидат юридических наук (кандидатскую диссертацию защитил в 1981 году по теме «Влияние федеративной природы ЧССР на организацию и деятельность Федерального собрания»).
Доктор юридических наук (докторскую диссертацию защитил 3 ноября 2005 года в Санкт-Петербургском университете МВД России по теме: «Федерализм и конституционное правосудие (проблемы теории, методологии и практики)»). Профессор.
В 2004 году окончил Финансовую академию при Правительстве Российской Федерации.

### Карьера
В 1982—1987 годах — ассистент юридического факультета МГУ имени М. В. Ломоносова.
С 1987 по 1990 год — заведующий лабораторией правовой информатики и кибернетики МГУ.
Был членом КПСС с 1988 года, покинул партию 20 августа 1991 года.
В 1989 году приглашен в качестве общественного консультанта в Комитет по законодательству Верховного Совета СССР.
С марта 1990 года по декабрь 1992 года — народный депутат РСФСР по 10 Центральному национально-территориальному избирательному округу Московской области (города Калининград, Мытищи, Долгопрудный и др.). Входил в депутатскую группу «Смена». Был одним из основателей и лидеров группы «Левый центр». С 3 июля 1990 года по 15 ноября 1991 года — Председатель Комитета Верховного Совета РСФСР по законодательству, член Президиума Верховного Совета РСФСР, потом — член этого комитета.
8 декабря 1991 года участвовал в разработке и подписании Беловежского соглашения о ликвидации СССР и образовании СНГ между Российской Федерацией (РСФСР), Украиной и Республикой Беларусь.
12 декабря 1991 года, являясь членом Верховного Совета РСФСР, проголосовал за ратификацию Беловежского соглашения.
С 19 июля 1991 года по 15 июня 1992 года — Государственный советник России по правовой политике. Являлся членом Государственного совета РСФСР.
12 декабря 1991 года — 20 апреля 1992 года — заместитель Председателя Правительства Российской Федерации. На него было возложено ведение вопросов государственно-правовой политики РСФСР в период проведения экономической реформы, а также курирование Министерства юстиции РСФСР, Агентства федеральной безопасности РСФСР, Министерства внутренних дел РСФСР, Государственного комитета РСФСР по национальной политике.
25 февраля 1992 года возложено оперативное руководство деятельностью Министерства безопасности и Министерства внутренних дел Российской Федерации.
С 27 декабря 1991 года по май 1992 года возглавлял Государственно-правовое управление Президента Российской Федерации.
11 ноября — 17 декабря 1992 года — глава Временной администрации на территориях Северо-Осетинской ССР и Ингушской Республики. 17 декабря 1992 года поручено обеспечить взаимодействие министерств, ведомств, государственных комитетов Российской Федерации и Временной администрации по вопросам, связанным с осуществлением режима чрезвычайного положения в Северо-Осетинской ССР и Ингушской Республике.
С 11 ноября 1992 года — заместитель Председателя Правительства Российской Федерации, председатель Государственного комитета Российской Федерации по национальной политике, а с 23 декабря 1992 года — заместитель Председателя Совета Министров — Правительства Российской Федерации, Председатель Государственного комитета Российской Федерации по национальной политике.
С 11 ноября 1992 года по 18 января 1996 года — член Совета Безопасности Российской Федерации.
23 декабря 1992 года Президент Российской Федерации возложил на Заместителя Председателя Правительства Российской Федерации С. М. Шахрая координацию деятельности органов, сил, средств и вооруженных формирований МВД России, МБ России, Минобороны России, дислоцированных на территориях Кабардино-Балкарской Республики, Карачаево-Черкесской ССР, Республики Адыгея, Краснодарского и Ставропольского краев, Ростовской области, по вопросам, связанным с обеспечением режима чрезвычайного положения в Северо-Осетинской ССР и Ингушской Республике.
С мая 1993 года — официальный представитель Президента Российской Федерации в Конституционной комиссии Съезда народных депутатов Российской Федерации.
В июне 1993 года приступил к созданию Партии российского единства и согласия (ПРЕС). С 3 июня 1993 года — представитель Совета Министров — Правительства Российской Федерации для участия в Конституционном совещании.
Со 2 марта 1993 года — Председатель Государственного комитета Российской Федерации по делам федерации и национальностей.
В декабре 1993 года избран депутатом Государственной Думы по списку ПРЕС.
20 января 1994 года — 16 мая 1994 года — Министр Российской Федерации по делам национальностей и региональной политики.
С 12 февраля 1994 года — член Президиума Правительства Российской Федерации.
С 7 апреля 1994 года по 5 января 1996 года — заместитель Председателя Правительства Российской Федерации.
На выборах в декабре 1995 года возглавил список блока Партии российского единства и согласия. Блок ПРЕС выборы проиграл.
С 24 августа 1995 года — член Совета по местному самоуправлению при Президенте Российской Федерации.
Декабрь 1995 года — 22 января 1997 года — депутат Государственной Думы II созыва от Пролетарского одномандатного избирательного округа № 145, Ростовская область. Выдвинут кандидатом в депутаты избирательным объединением «Партия российского единства и согласия». Являлся членом комиссии Межпарламентской Ассамблеи государств — участников СНГ по правовым вопросам. С 16 января 1996 года по 22 января 1997 года — член депутатской группы «Российские регионы». С 31 января 1996 года по 22 января 1997 года — член комитета Государственной Думы по Регламенту и организации работы Государственной Думы. Полномочия депутата прекращены в связи с поступлением на государственную службу.
С 7 декабря 1996 года по 29 июня 1998 года — полномочный представитель Президента Российской Федерации в Конституционном Суде Российской Федерации.
С 19 сентября 1997 года — член Межведомственной комиссии Совета Безопасности Российской Федерации по федеральной конституционной безопасности
С 14 октября 1997 года — член Совета при Президенте Российской Федерации по вопросам совершенствования правосудия.

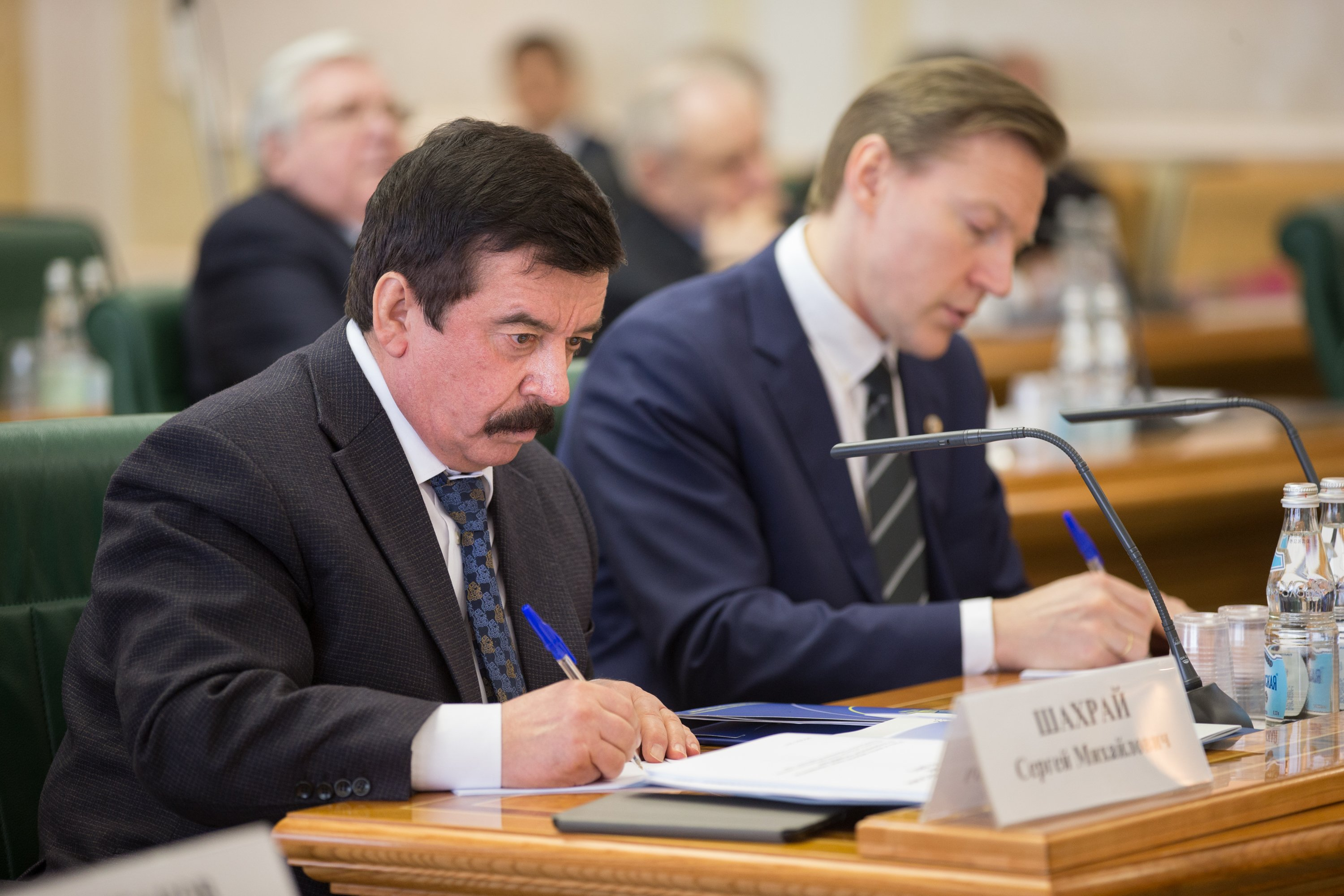
В 2017 году

С 1997 по 2000 год — член Совета директоров ОАО «Газпром-Медиа». В течение некоторого времени входил в руководство АФК «Система».
С 29 мая 1998 года — член Совета по местному самоуправлению в Российской Федерации.
С 20 октября 1998 года — советник Председателя Правительства Российской Федерации по юридическим вопросам.
22 ноября 2000 года приказом Председателя Счетной палаты России был назначен заместителем руководителя аппарата Счетной палаты России. Стал директором Государственного научно-исследовательского института системного анализа Счетной палаты Российской Федерации.

С. М. Шахрай на встрече с министром иностранных дел Индонезии г-жой Ретно Марсуди в индонезийском посольстве в Москве, 2018

С декабря 2003 года — заместитель председателя Совета — ответственный секретарь Российского союза налогоплательщиков.
С 12 ноября 2004 года — руководитель аппарата Счётной палаты Российской Федерации. В Государственном научно-исследовательском институте системного анализа Счетной палаты Российской Федерации переведен на должность научного руководителя.
C 2005 года Сергей Михайлович Шахрай был Президентом Национальной федерации бадминтона России (НФБР), 17 ноября 2009 года, по просьбе Президента Российской Федерации Дмитрия Медведева, формально покинул пост президента Национальной федерации бадминтона России, впрочем, оставив за собой представительские функции президента НФБР и возглавил вновь образованный наблюдательный совет. Исполнительные функции переданы, согласно новой редакции устава, председателю совета НФБР Андрею Антропову, ранее занимавшему пост вице-президента федерации. Порой, попытки НФБР популяризировать бадминтон приводили к комичным результатам, так самым большим провалом в своей работе секретарь президента Наталья Тимакова считала сотрудничество Дмитрия Медведева именно с Федерацией бадминтона — в 2011 году руководитель государства откликнулся на просьбу Сергея Шахрая немного порекламировать этот вид спорта, чем вызвал многочисленные насмешки российской общественности и зарубежных СМИ.
С 5 сентября 2008 года — член Совета при Президенте Российской Федерации по развитию физической культуры и спорта, спорта высших достижений, подготовке и проведению XXII Олимпийских зимних игр и XI Паралимпийских зимних игр 2014 года в г. Сочи.
С 5 ноября 2009 года — член Межведомственной комиссии по вопросам повышения качества высшего юридического образования.
С 21 января 2011 года — член научного совета при Совете Безопасности Российской Федерации.
Профессор МГИМО МИД России и Московского университета МВД России.
Председатель Центральной ревизионной комиссии Ассоциации юристов России.
Декан Высшей школы государственного аудита (факультета) МГУ. Первый проректор, член Совета директоров и председатель ученого совета университета МГУ-ППИ в Шэньчжэне (КНР).
С 2018 года — главный редактор журнала «Вопросы истории естествознания и техники» (ВИЕТ РАН).

### Семья
Жена Татьяна Юрьевна по образованию философ.
Три сына — Сергей и Михаил (1986 и 1989 г. р.), в декабре 1994 года родился Макс. Сын Сергей — начальник Государственной жилищной инспекции — главный жилищный инспектор Владимирской области.

## Награды, звания и чины
- 2008 — орден «За заслуги перед Отечеством» IV степени (7 декабря 2008) — за большой вклад в укрепление конституционных и правовых основ системы государственного финансового контроля[52].
- 2014 — орден Дружбы (23 июня 2014) — за достигнутые трудовые успехи, значительный вклад в социально-экономическое развитие Российской Федерации, реализацию внешнеполитического курса Российской Федерации, заслуги в гуманитарной сфере, укреплении законности, защите прав и интересов граждан, многолетнюю добросовестную работу и активную законотворческую деятельность[53]
- 1994 — медаль «Защитнику свободной России» (5 августа 1994) — за исполнение гражданского долга при защите демократии и конституционного строя 19-21 августа 1991 года, большой вклад в проведение в жизнь демократических преобразований, укрепление дружбы и сотрудничества между народами[54]
- 1995 — заслуженный юрист Российской Федерации (23 сентября 1995) — за заслуги в укреплении законности[55].
- 2010 — Почётная грамота Президента Российской Федерации (15 января 2010) — за заслуги в осуществлении государственного финансового контроля и многолетнюю добросовестную работу[56].
- 1995 — Благодарность Президента Российской Федерации (14 августа 1995) — за активное участие в подготовке и проведении празднования 50-летия Победы в Великой Отечественной войне 1941—1945 годов[57]
- 1996 — Благодарность Президента Российской Федерации (9 июля 1996) — за активное участие в организации и проведении выборной кампании Президента Российской Федерации в 1996 году[58]
- 1997 — Благодарность Президента Российской Федерации (11 марта 1997) — за активное участие в подготовке Послания Президента Российской Федерации Федеральному Собранию 1997 года[59]
- 1998 — Благодарность Президента Российской Федерации (30 марта 1998) — за активное участие в подготовке Послания Президента Российской Федерации Федеральному Собранию 1998 года[60]
- 2011 — Благодарность Президента Российской Федерации (29 апреля 2011) — за достигнутые трудовые успехи и многолетнюю добросовестную работу[61]
- 2006 — Почётная грамота Правительства Российской Федерации (25 апреля 2006) — за большой вклад в развитие системы государственного финансового контроля, многолетнюю и эффективную службу в государственных органах[62]
- 2011 — Орден преподобного Сергия Радонежского III степени (РПЦ, 2011 год) — за помощь Русской Православной Церкви и в связи с 55-летием со дня рождения[63]

Классный чин — действительный государственный советник Российской Федерации 1 класса (12 февраля 1997).

## Сочинения
- Глобализация и правовая система России. — СПб. : СПбУ МВД России, 2003. — 239 с. ISBN 5-93-598-086-X-10
- Неизвестная Конституция = Constitutio incognita. — М. : Красная звезда, 2013. — 313, [1] с. ISBN 978-5-203-02155-7
- Общество в период изменений : Опыт конституционного строительства. — М. : Дело, 2013. — 84 с. — (Научные доклады: государство и право / Российская акад. нар. хоз-ва и гос. службы при Президенте Российской Федерации). ISBN 978-5-7749-0837-0
- Как я написал Конституцию эпохи Ельцина и Путина. — М. : Синдбад, 2021. — 382, Х, XX, XIII, Х с. : ил., портр., факс., цв ил., портр. — (90-е: личности в истории). ISBN 978-5-00131-385-4